# 블랙 타이

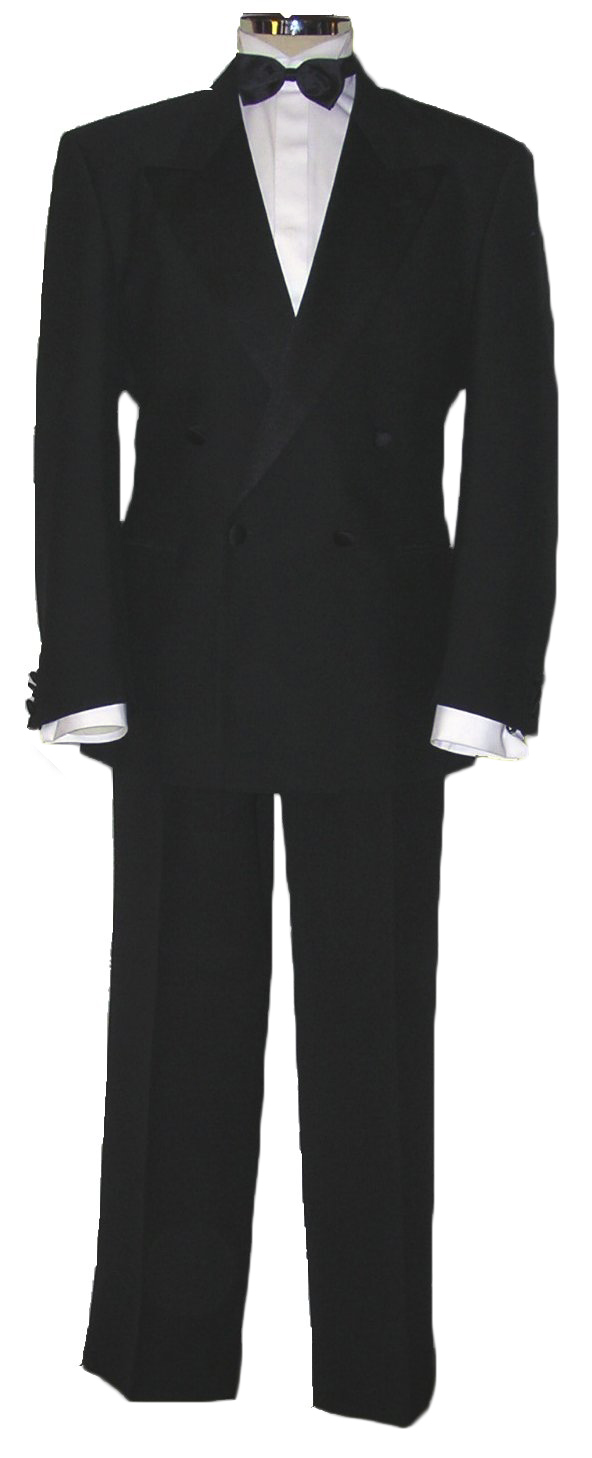
남성의 블랙 타이 의상 (더블 브레스티드 재킷)

블랙 타이(Black tie)는 저녁 행사와 사회 기능을 목적으로 하는 19세기 앵글로아메리카 복식 관습에서 유래한 드레스 코드이다. 오후 6시 이후 행사에서만 입는 블랙 타이는 화이트 타이보다 낮고 약복보다 높은 격식의 차림이다.
남성의 경우 블랙 타이 차림은 주로 검은색 모직으로 이루어져 있으며 상의 겉깃과 바지 수술에 비단이나 대비되는 재료가 쓰이는 정장, 하얀색 드레스 셔츠, 검은색 보타이, 웨이스트코트나 커머번드, 검은색 정장 구두로 이루어져 있다. 블랙 타이의 여성 복장은 시간이 흐르면서 매우 다양해졌는데, 전통적으로 디너(발목)나 티(종아리 중간 아래) 길이의 소매 없는 드레스를 입고, 여기에 랩이나 숄, 장갑, 이브닝 슈즈를 함께 착용하기도 한다. 오늘날에는 많은 장소에서 칵테일(무릎) 길이 드레스를 착용하는 것을 일반적으로 볼 수 있다.